# فينتشنزو فيرارا
فينتشنزو فيرارا هو لاعب كرة قدم إيطالي في مركز نصف الجناح، ولد في 29 يونيو 1993 في كازيرتا في إيطاليا.

## وصلات خارجية
- فينتشنزو فيرارا على موقع قاعدة بيانات كرة القدم.إي يو (الإنجليزية)
- فينتشنزو فيرارا على موقع Soccerway.com (الإنجليزية)
- فينتشنزو فيرارا على موقع عالم كرة القدم.نت (الإنجليزية)
- فينتشنزو فيرارا على موقع AS.com (الإسبانية)